# Cannock Chase (circonscription britannique)
Circonscription parlementaire de la Chambre des communes
La circonscription de Cannock Chase est une circonscription située dans le Staffordshire et représentée dans la Chambre des communes du Parlement britannique.

## Géographie
La circonscription comprend :
- Les villes de Cannock et Rugeley
- Les villages de Etchinghill, Norton Canes et Slitting Mill
- Le hameau de Little Wyrley

## Députés
Les Members of Parliament (MPs) de la circonscription sont :
| Législature                                  | Années        | Député         | Député       | Parti        |
| -------------------------------------------- | ------------- | -------------- | ------------ | ------------ |
| Cannock Chase issue de Cannock and Burntwood |               |                |              |              |
| 52e                                          | 1997–2001     |                | Tony Wright  | Travailliste |
| 53e                                          | 2001–2005     |                | Tony Wright  | Travailliste |
| 54e                                          | 2005–2010     |                | Tony Wright  | Travailliste |
| 55e                                          | 2010–2015     |                | Aidan Burley | Conservateur |
| 56e                                          | 2015–2017     | Amanda Milling |              | Conservateur |
| 57e                                          | 2017–2019     | Amanda Milling |              | Conservateur |
| 58e                                          | 2019–2024     | Amanda Milling |              | Conservateur |
| 59e                                          | 2024–en cours |                | Josh Newbury | Travailliste |

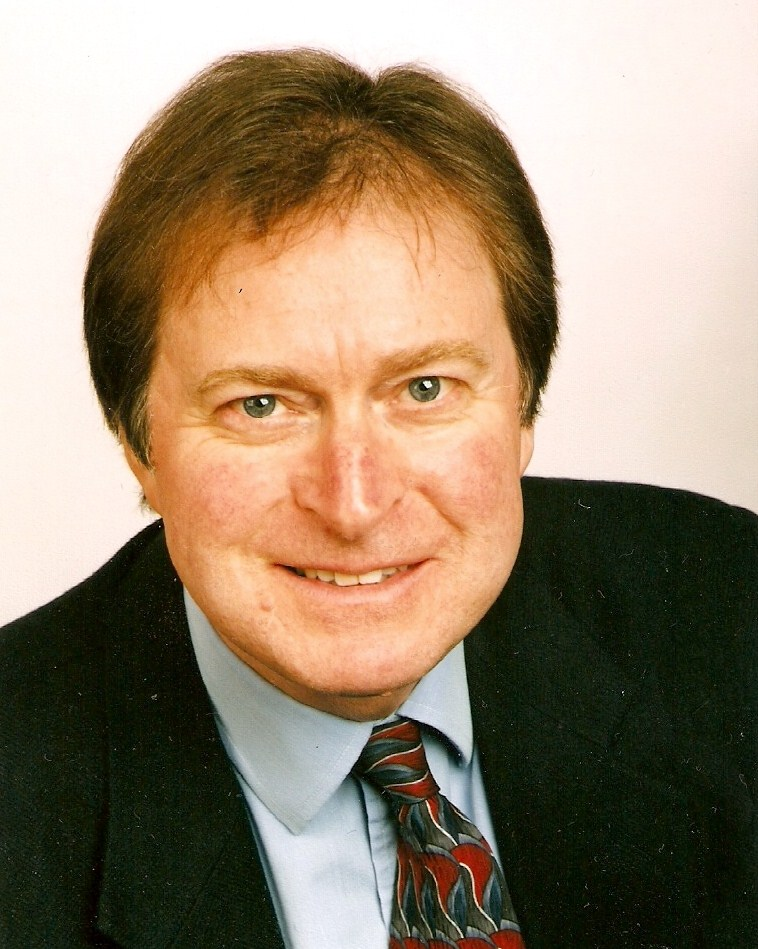
Tony Wright (1997-2010)
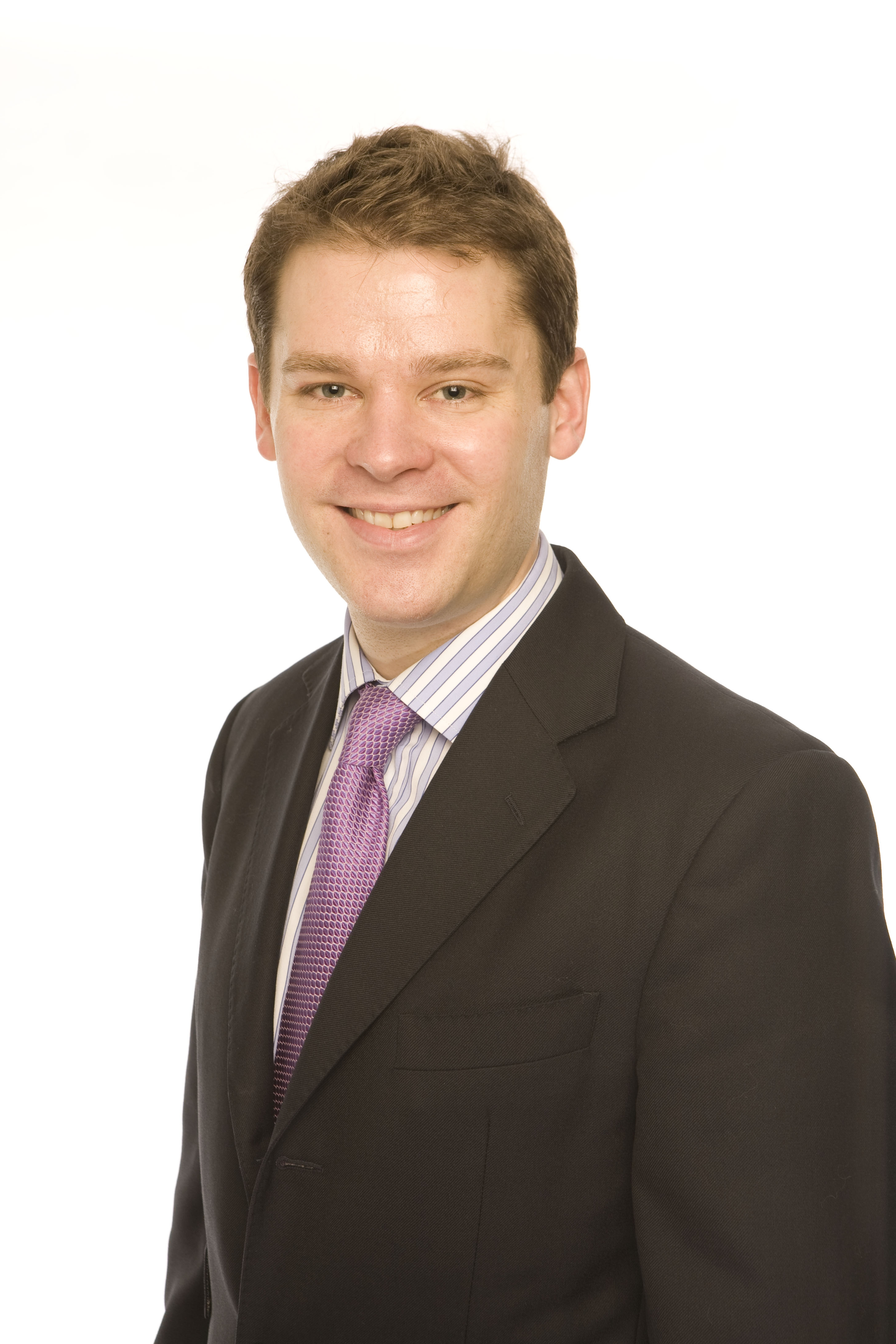
Aidan Burley (2010-2015)
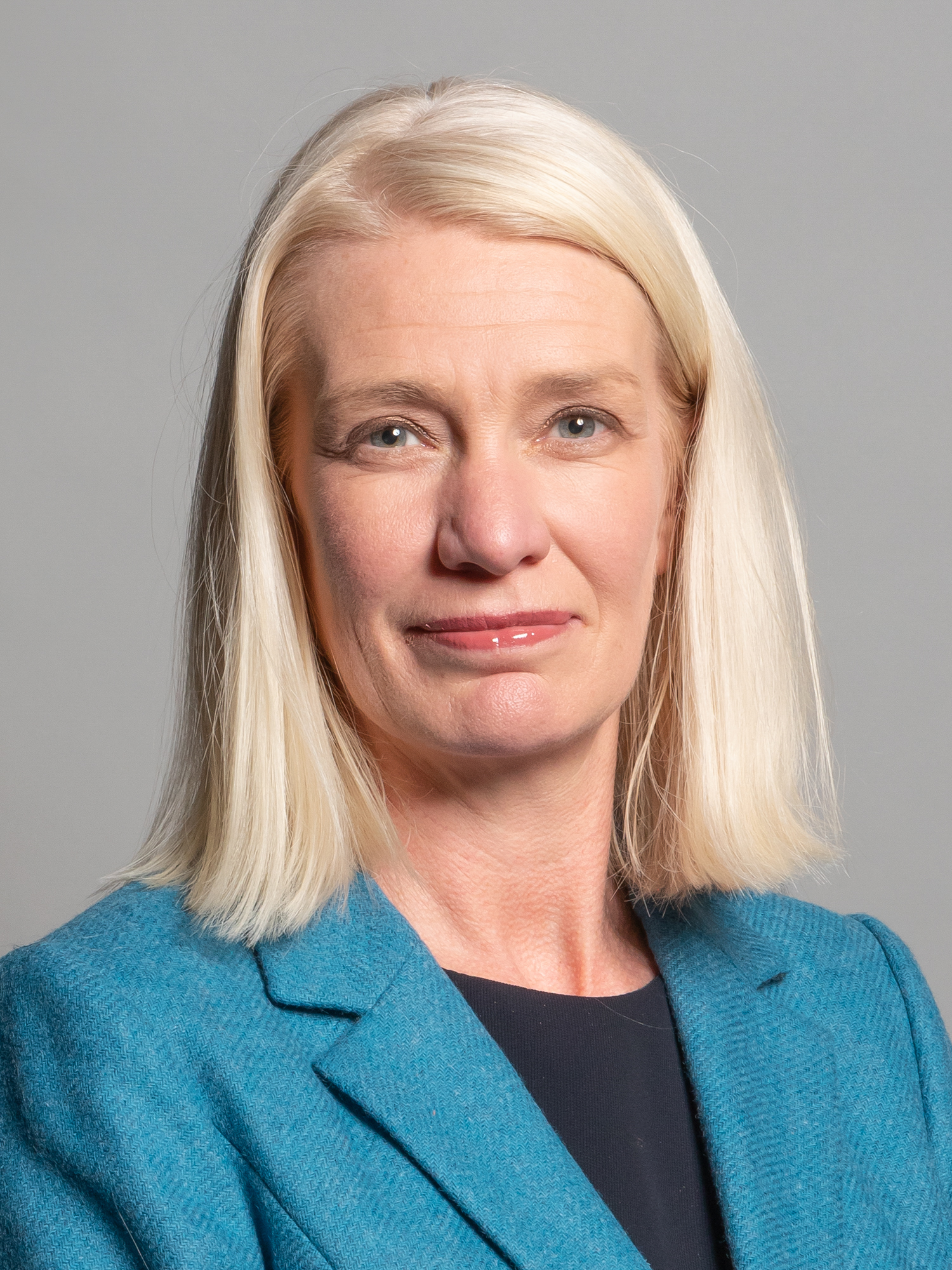
Amanda Milling (2015-2024)
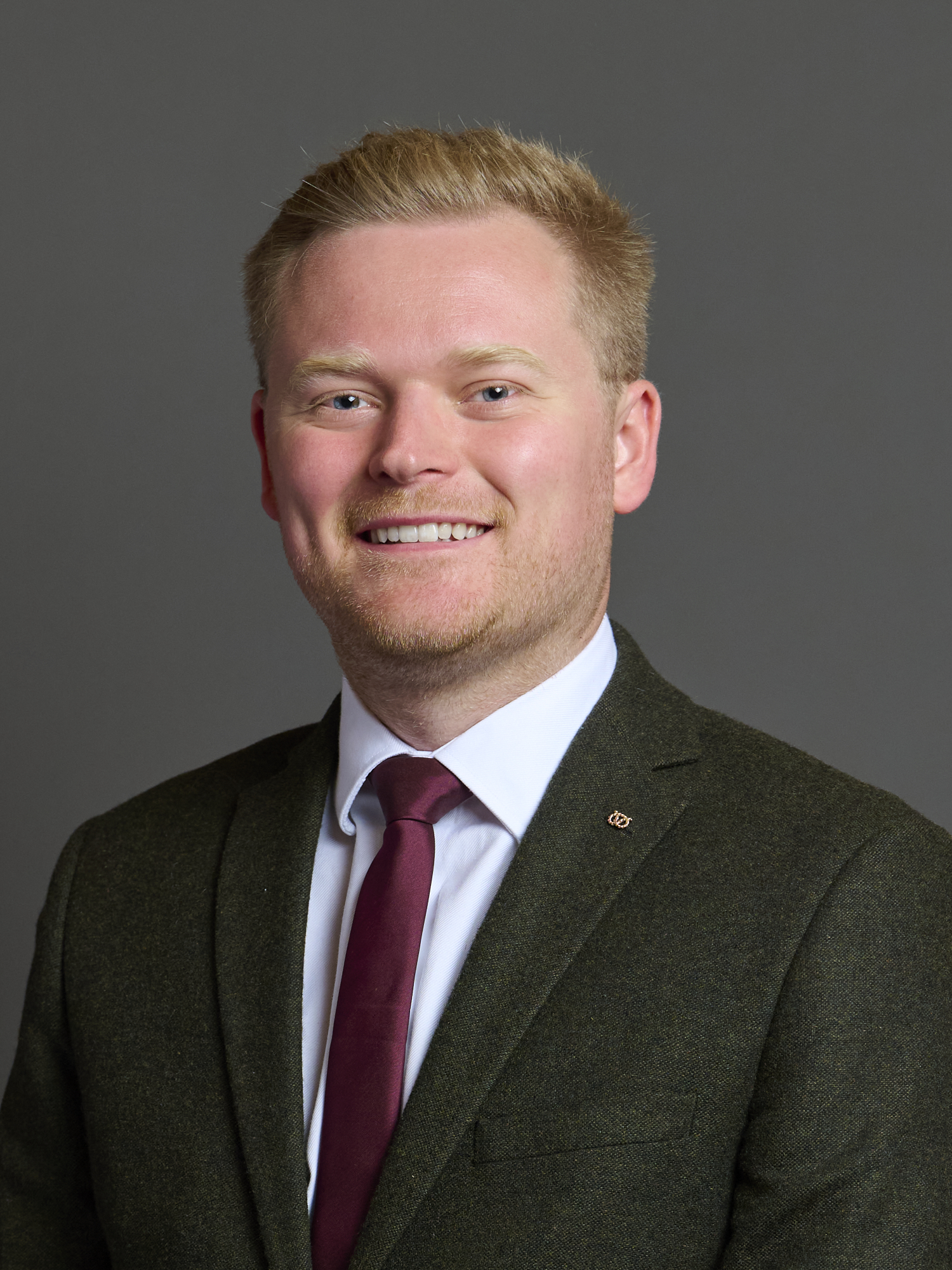
Amanda Milling (2024-en cours)